# Israelism (canción de Army of Lovers)
«Israelism» —en españolː «Israelismo»— es una canción grabada por la banda sueca Army of Lovers, con gran éxito en 1993. Es una de sus canciones más conocidas.
La canción combina la canción tradicional judía «Hevenu Shalom Aleikhem» con ritmos eurodance y también incluye letras adicionales  escritas por Alexander Bard, Anders Wollbeck, Jean-Pierre Barda, Michaela Dornonville de la Cour y Dominika Peczysnki. El sencillo se publicó como el primero de su tercer álbum, The Gods of Earth and Heaven.
Cuando se publicó, el sencillo se presentó así:
«Israelism», el primer sencillo del próximo álbum The Gods of Earth and Heaven incorpora elementos de cinco himnos tradicionales judíos en un arreglo actualizado. La intención es que «Israelism» sea un himno para la gente joven alrededor del mundo, demostrando que hay mucho orgullo y alegría por encontrar en el estilo de vida judío. La canción se debería ver como una declaración poderosa contra el racismo y la intolerancia en Europa a día de hoy.
«Israelism» permaneció en las listas durante cuatro semanas en Suecia y alcanzó la décima posición. Casi encabezó las listas en Israel, alcanzando la segunda posición, pese a ser objeto de críticas. También alcanzó la quinta posición en Finlandia, novena en Bélgica, trigésimo primera en Suiza y trigésimo segunda en Alemania.

## Lista de canciones
CD-Maxi (Reino Unido, 1993)
1. Israelism (Radio Edit) - 3:20
2. Israelism (Goldcalfhorahhorror Mix) - 6:54
3. Israelism (Kibbutznikblitzkrieg Mix) - 6:32
4. Israelism (Très Camp David Mix) - 3:13

## Rendimiento en las listas
| Lista (1993)                        | Mejor posición |
| ----------------------------------- | -------------- |
| Bélgica (Ultratop Flanders))        | 9              |
| Europa (European Hot 100 Singles)   | 48             |
| Finlandia (Suomen virallinen lista) | 5              |
| Dinamarca (IFPI)                    | 12             |
| Alemania (GfK Entertainment Charts) | 32             |
| Grecia (Virgin)                     | 9              |
| Israel (Israeli Singles Chart)      | 2              |
| Noruega (VG-lista)                  | 13             |
| Suecia (Sverigetopplistan)          | 10             |
| Suiza (Schweizer Hitparade)         | 31             |

- Datos: Q30633746